# Hergestellt in Berlin
Hergestellt in Berlin ist das 13. deutsche Studioalbum des deutschen Liedermachers Reinhard Mey und erschien am 1. April 1985 bei Intercord.

## Inhalt
Das Album beginnt mit dem Lied Ich hasse Musik, in dem Reinhard Mey die „Plättschermusik vom Endlosband“ in Restaurants, in Flughäfen oder in Supermärkten anprangert.
Über den Frühling handelt sein Frühlingslied und Laßt sie reisen nimmt die Auslandsaufenthalte der deutschen Politiker satirisch auf den Arm.
Ein Vater erinnert sich an seine Faulheit in der Schule, als er in Und nun fängt alles das nochmal von vorne an mit seinem Sohn Hausaufgaben macht.
In Vielleicht werd’ ich doch langsam alt singt Mey von seinem Älterwerden und vergleicht sich dabei mit Schauspielern, wie Peter Alexander, Hilde Knef oder Heidi Kabel, die viel jünger als er selbst aussehen und doch schon an Jahren viel älter sind als er.
Von der Fliegerei im Krieg singt der Liedermacher in Es ist doch ein friedlicher Ort.
Ich grüße ... erzählt von den vielen Grußsendungen der Deutschen und dem Wahn der Gesellschaft jeden öffentlich zu grüßen, sei es im Radio, im Fernsehen oder bei Straßenumfragen.
Für seinen jüngsten Sohn Maximilian schrieb Reinhard Mey das Lied Zu deinem dritten Geburtstag.
Ich wollte immer mal nach Barbados berichtet von Meys Wunsch, einmal mit seiner Familie auf dieser Insel Urlaub zu machen und nicht immer nur auf Baltrum.
Von Streitigkeiten in einer Ehe singt Mey in ... und schlag’ die Tür hinter mir zu.
Von Kriegsschauplätzen handelt das Lied Und der Wind geht allezeit über das Land.
Über die vielen englischsprachigen Lieder im Rundfunk handelt das ebenfalls in Englisch gesungene M(e)y English Song.

## Titelliste
1. Ich hasse Musik – 3:50
2. Frühlingslied – 2:38
3. Laßt sie reisen – 3:19
4. Und nun fängt alles das nochmal von vorne an – 3:40
5. Vielleicht werd’ ich doch langsam alt – 3:10
6. Es ist doch ein friedlicher Ort – 3:31
7. Ich grüße ... – 2:12
8. Zu deinem dritten Geburtstag – 2:54
9. Ich wollte immer mal nach Barbados – 4:01
10. ... und schlag’ die Tür hinter mir zu – 3:12
11. Und der Wind geht allezeit über das Land – 3:58
12. M(e)y English Song – 2:54